# Olchovaja (stanice metra v Moskvě)
Olchovaja (rusky Ольховая) je stanice moskevského metra na Sokolničeské lince. Byla zprovozněna v rámci úseku Salarjevo - Kommunarka. Je pojmenována podle 550 metrů vzdálené ulice, nacházející se v přilehlé osadě Sosenki.

## Charakter stanice
Stanice Olchovaja se nachází ve venkovském okresu Sosenskoje (Сосенское) v rámci Novomoskevského administrativního okruhu v blízkosti hranice obce Kommunarka u křižovatky silnice Solncevo - Butovo - Varšavskoje šosse s Kalužským šosse.  
Stanice disponuje dvěma vestibuly, jeden z nich (jižní) je zakonzervován a nyní se oficiálně nouzovým východem.  Východy ze severnímu vestibulu směřují k zastávkám městské hromadné dopravy, dále k sídlišti Dubrovka, administrativně-obchodnímu centru Kommunarka, kde se nacházejí zastoupení státních orgánů pro Novou Moskvu. 
Jedná se o stanici mělkého založení unikátní tím, že obě stěny stanice oddělují stanici od silnice, což je jediný takový případ v Rusku. Výzdoba stanice i vestibulu je inspirována stylem origami, přičemž kovová konstrukce vestibulu je ve tvaru papírového letadla. Hlavními barvami na stanici jsou bílá, žlutá a oranžová. Na obklad podlahy stanice byla použita žula, na stěny mramor. Vzhledem k tomu, že název stanice odkazuje na olši, jsou lavičky na nástupišti ve tvaru listu olše a list olše se nachází v názvu stanice na stěně vestibulu.